# Jules Audy
Jules Audy, né le 29 août 1911 à Montréal au Canada, mort le 22 septembre 1989 en Illinois aux États-Unis, est un coureur cycliste canadien, surnommé « La comète blonde », « The Blond Flash », spécialiste des six jours ; il en a couru 146 au cours de sa carrière, en gagne 14 dont 9 avec William Peden. 
Il a été intronisé au Temple de la renommée du cyclisme québécois en 1986.

## Biographie
En 1928, Jules Audy est le messager[précision nécessaire] de Reginald McNamara. Louis Quilicot, animateur du club cycliste canadien éponyme, découvre les talents du jeune Jules Audy en 1930. Il participe aux six jours amateurs au Forum de Montréal où il est remarqué par Piet van Kempen qui lui demande de lui servir de partenaire d'entrainement . Il court ses premiers six-jours à Montréal en octobre 1931, avec Piet Van Kempen et ils finissent deuxièmes.
En 1932, Jules Audy chute aux six jours de Philadelphie, conduit à l’hôpital, on diagnostique une fracture du crâne. Il a couru au Canada, en Europe (Paris, Berlin, Bruxelles et Londres) et aux États-Unis,  un des coureurs les plus spectaculaires de son époque. Jules Audy sert à la promotion de plusieurs produits de consommation, dont les marques de bière.
En 1939, Jules Audy épouse Bunty Ibbotson, une de ses admiratrice. Pendant la Seconde Guerre mondiale, il s'engage dans la United States Navy où il sert pendant 30 mois. Audy court avec André Pousse au six jours de Cleveland en 1949. Audy est apparu dans son dernier six jours à New York, en mars 1950, au Madison Square Garden,. Il se retire à Chicago. Il est juge sur les compétitions cyclistes.

## Palmarès
- 1931
  - Minneapolis (avec William Peden),
- 1932
  - Chicago (avec William Peden),
  - Montréal (avec William Peden)[10],
- 1933
  - Cleveland (avec Piet van Kempen),
- 1934
  - Milwaukee (avec William Peden et Henri Lepage) [11]
  - Pittsburgh (avec William Peden)
  - Montréal (avec William Peden),
  - Toronto (avec William Peden),
- 1935
  - Oakland avec Reginald Fielding[12]
- 1937 : 
  - Louisville (avec William Peden)
  - Philadelphie (avec Henri Lepage)
  - Pittsburgh (avec Heinz Vöpel)